# لاک‌پورت (نیویورک)
لاک‌پورت (به انگلیسی: Lockport) شهری در شهرستان نیاگارا ایالت نیویورک است که در سرشماری سال ۲۰۱۰ میلادی، ۲۱۱۶۵ نفر جمعیت داشته است. لوک پورت، به‌طور رسمی در تاریخ ۱۸۶۵ میلادی به‌عنوان یک شهر شناخته شد.